# 備前福河站
備前福河站（日语：／ Bizen-Fukukawa eki */?）是位於兵庫縣赤穗市福浦，西日本旅客鐵道（JR西日本）赤穗線的車站。

## 概要
此站在1955年（昭和30年）3月1日啟用時，車站位於岡山縣和氣郡福河村。因此車站名稱冠上了舊國名（備前國）。在同月31日編入至日生町。隨後在由於當地居民的請求，在1963年（昭和38年）9月1日編入至兵庫縣。而站名仍然保留「備前」兩字。
此站以東由近畿統括本部管轄，鄰站寒河站以西由岡山分社管轄，而於福浦第一平交道為兩公司的邊界。另外，在運輸系統上，實施兩分社的邊界是在播州赤穗站。

## 歷史
- 1955年（昭和30年）
  - 3月1日 - 赤穗線播州赤穗站至日生站之間開業，此站啟用[1]。
    - 當時車站地址為岡山縣和氣郡福河村（日语：福河村）福浦。

  - 3月31日 - 隨著日生町（日语：日生町）（第二次）成立，車站地址為岡山縣和氣郡日生町福浦。
- 1963年（昭和38年）9月1日 - 日生町部分位置編入至兵庫縣赤穗市（越境合併），車站地址為兵庫縣赤穗市福浦。
- 1987年（昭和62年）4月1日 - 伴隨國鐵分割民營化，車站由西日本旅客鐵道（JR西日本）營運。
- 2018年（平成30年）9月15日 - 引入可支援ICOCA的IC卡專用閘機。此站可以使用ICOCA[2]。

## 車站構造
車站是一座地面車站，設有1面1線的單式月台，岡山方向與播州赤穗方向的列車使用同一月台，岡山方向的列車會開啟右邊車門。曾經車站設有1面2線的島式月台。在赤穗線電氣化之際，月台改為1面1線。
此站是由相生站管理的無人車站。車站大樓位於北邊，沒有自動售票機或自動閘機。在車站啟用時為有人車站，現時櫃臺被壁報板遮蓋，前車站事務室現時成為倉庫。在2017年（平成29年）9月10日，於車站大樓西邊設有男女兼用多用途廁所與男性用小便池。

## 使用狀況
以下為近年1日平均乘車人次列表，在赤穗線中最少乘客使用此站：
| 乘車人次變化 | 乘車人次變化    |
| 年度         | 1日平均乘車人次 |
| ------------ | --------------- |
| 2000         | 113             |
| 2001         | 104             |
| 2002         | 85              |
| 2003         | 78              |
| 2004         | 74              |
| 2005         | 69              |
| 2006         | 65              |
| 2007         | 61              |
| 2008         | 60              |
| 2009         | 60              |
| 2010         | 58              |
| 2011         | 44              |
| 2012         | 51              |
| 2013         | 47              |
| 2014         | 44              |
| 2015         | 37              |
| 2016         | 35              |
| 2017         | 23              |
| 2018         | 28              |

## 車站周邊
車站周邊比較空曠。於車站大樓西邊設有一些商店。車站對出沒有自動販賣機。車站也有零散的住宅區。
- 國道250號
- 福浦簡易郵局
- JA兵庫西 鹽屋分店 福浦現金處（只有ATM）

## 其他
- 在ICOCA使用記錄中，此站會標記為「備福河」。

## 相鄰車站
西日本旅客鐵道
 赤穗線
天和－備前福河－寒河（JR-N16）

## 注腳
1. 1 2 3 4 5 6 7 8 9 10 11 12 13 14 15 16  . 神戶新聞綜合出版中心. 2011-12-15: 198. ISBN 9784343006028.
2. ↑  .   [2020-04-21]. （原始内容存档于2018-05-30）.
3. ↑  . 神戶新聞. 2017-09-11  [2018-07-16]. （原始内容存档于2019-07-25）.
4. ↑  . 赤穗民報. 2017-09-16  [2018-07-16]. （原始内容存档于2018-07-16）.
5. ↑  .   [2020-04-21]. （原始内容存档于2016-08-16）.
6. ↑   (PDF). JR出門網.   [2016-04-21]. （原始内容存档 (PDF)于2016-04-21）.PDF

## 外部連結
- 備前福河｜車站資訊：JR出門網 - 西日本旅客鐵道